# Wappenham
Wappenham – wieś w Anglii, w hrabstwie Northamptonshire, w dystrykcie (unitary authority) West Northamptonshire. Leży 20 km na południowy zachód od miasta Northampton i 94 km na północny zachód od Londynu. Miejscowość liczy 266 mieszkańców.